# Histoire de trois amours
Pour plus de détails, voir Fiche technique et Distribution.
Histoire de trois amours (The Story of Three Loves) est un film à sketches américain réalisé par Gottfried Reinhardt et Vincente Minnelli, sorti en 1953.

## Synopsis
À bord d'un paquebot, des passagers se remémorent leur plus grande histoire d'amour :

### 1ersketch:The Jealous Lover
Charles Coudray, directeur d'un célèbre corps de ballet et passager d'un paquebot voguant sur l'océan, revoit sa douloureuse histoire d'amour à Londres : pourquoi n'a-t-il mis qu'une seule fois en scène son chef-d'œuvre Astarte ? Parce que, naguère, il s'est épris de Paula Woodward, une danseuse stupéfiante par sa technique et sa grâce. Mais Paula souffre d'un grave problème cardiaque lui interdisant de continuer à danser. Charles lui confie alors de régler la chorégraphie de son prochain grand ballet, mais la ferveur qu'elle met à accomplir sa tâche lui est fatale. 	

### 2esketch:Mademoiselle
Une gouvernante française, Mademoiselle, une autre passagère du paquebot, se remémore son étrange romance. La riche famille Clayton Campbell, séjournant à Rome, lui a confié l'éducation de leur jeune fils Tommy âgé d'une douzaine d'années. Mademoiselle s'applique à apprendre le français et la poésie à son élève récalcitrant, mais rêve de rompre son monotone quotidien d'enseignante ne serait-ce que pour quelques heures. Madame Pennicott, une dame âgée qui n'est autre qu'une sorcière, a reçu le souhait de Tommy aspirant à devenir rapidement adulte. Elle réalise son vœu et Tommy se transforme en jeune homme, mais durant seulement quatre heures. Lui et Mademoiselle se rencontrent au cœur de Rome et s'éprennent l'un de l'autre. Avant que l'enchantement prenne fin, Tommy prétexte un rendez-vous pour s'en aller précipitamment. Redevenu petit garçon, il témoignera son affection à une Mademoiselle perplexe. Celle-ci, grâce à une nouvelle intervention de Madame Pennicott, rencontrera enfin un charmant Monsieur à bord du paquebot.

### 3esketch:Equilibrium
Accoudé sur une rampe du paquebot, Pierre Narval se souvient de son histoire d'amour à Paris. Acrobate, il s'est retiré du métier après le décès de son partenaire au cours d'un numéro de trapèze et dont il se sent responsable. Il sauve de la noyade Nina Burkhart, une jeune femme italienne qui a voulu se suicider en se jetant du haut d'un pont. Libérée avant son mari d'un camp de concentration lors de la Seconde Guerre mondiale, Nina se culpabilise de la mort de son mari dans le camp. Cependant, Pierre et Nina reprennent confiance en l'avenir : Pierre enseigne à Nina l'art du trapèze et, en même temps que naissent entre eux des sentiments amoureux, ils mettent au point une figure spectaculaire et dangereuse, « le saut de la mort ». Leur numéro leur vaut d'être engagés par le directeur d'un cirque qui exige qu'ils l'exécutent sans filet. Leur réussite confortera leur amour.

## Fiche technique commune à tous les sketches
- Titre original : The Story of Three Loves[1]

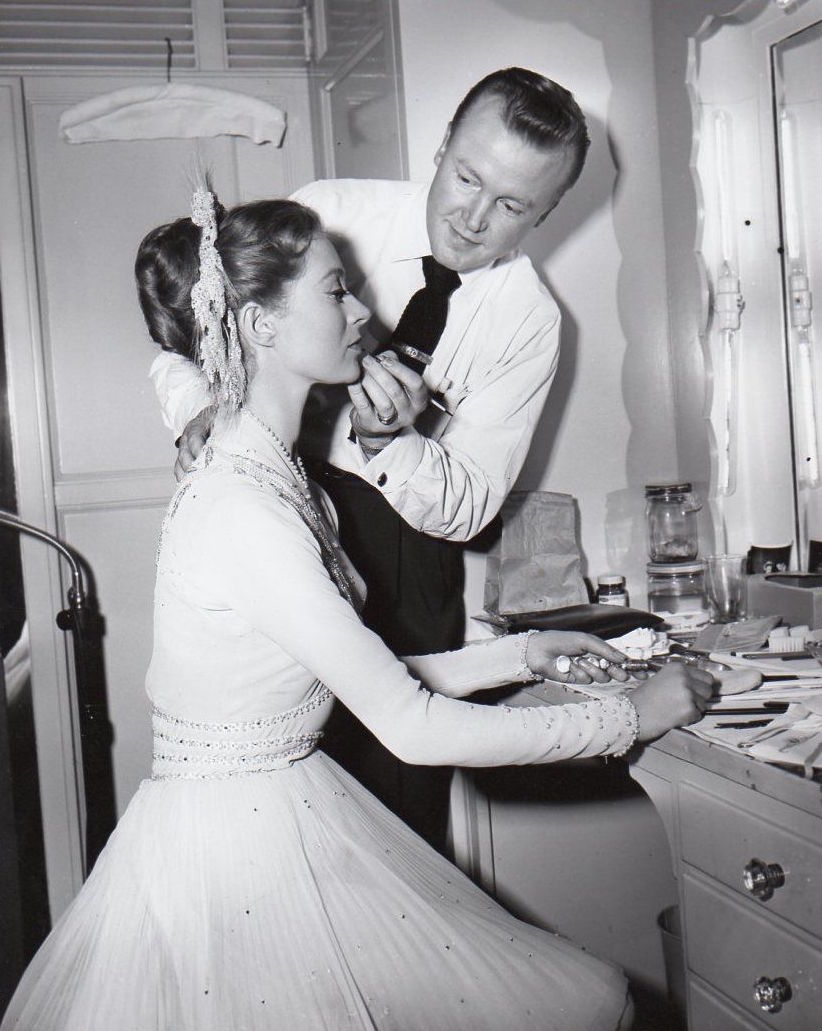
Moira Shearer et le maquilleur John Truwe lors du tournage en 1952.

- Titre français : Histoire de trois amours
- Direction artistique : E. Preston Ames, Edward C. Carfagno, Cedric Gibbons, Gabriel Scognamillo
- Décors : F. Keogh Gleason, Arthur Krams, Jack D. Moore, Edwin B. Willis
- Costumes : Helen Rose
- Photographie : Charles Rosher, Harold Rosson
- Son : Douglas Shearer
- Montage : Ralph E. Winters
- Musique : Miklós Rózsa
- Chorégraphie : Frederick Ashton
- Production : Sidney Franklin
- Société de production : MGM
- Sociétés de distribution : MGM, Paramount Pictures (France)
- Pays de production : États-Unis
- Langue : anglais
- Intérieurs : Studios MGM de Culver City (Californie)
- Format : couleur (Technicolor) — 35 mm — 1.37:1 (Vistavision) — son monophonique (Western Electric Sound System)
- Durée : 122 minutes
- Dates de sortie : 
  - États-Unis : 5 mars 1953
  - France : 1er juillet 1953
- (fr) Mention CNC : tous publics (visa d'exploitation no 13914 délivré le 1er juin 1953)

### 1ersketch:The Jealous Lover
- Réalisation : Gottfried Reinhardt
- Scénario : John Collier
- Période de tournage : fin février à mi-mars 1952[2]
- Genre : drame

### 2esketch:Mademoiselle
- Réalisation : Vincente Minnelli
- Scénario : George Froeschel et Jan Lustig d'après une histoire d'Arnold Phillips
- Adaptation : George Froeschel
- Période de tournage : fin janvier à début février 1952[2]
- Genre : film fantastique

### 3esketch:Equilibrium
- Réalisation : Gottfried Reinhardt
- Scénario : John Collier
- Adaptation : George Froeschel et Jan Lustig d'après une histoire de Jacques Maret et Ladislas Vajda
- Période de tournage : mi-juin à début juillet 1952[2]
- Genre : comédie dramatique

## Distribution

### 1ersketch:The Jealous Lover
- James Mason : Charles Coutray
- Moira Shearer (VF : Joëlle Janin) : Paula Woodward
- Agnes Moorehead (VF : Lucienne Givry) : la tante Lydia

Et, parmi les acteurs non crédités :
- Celia Lovsky (VF : Héléna Manson) : la gouvernante
- John Lupton (VF : Hubert Noël) : l'étudiant
- Reginald Sheffield (VF : Fernand Fabre) : le régisseur de Coutray
- Jack Raine (VF : Jean Gournac) : le docteur

### 2esketch:Mademoiselle
- Leslie Caron (VF : Micheline Cévennes) : Mademoiselle
- Farley Granger (VF : Jean-Louis Jemma) : « Tommy jeune homme » (Thomas Clayton Campbell Jr.)
- Ethel Barrymore (VF : Germaine Kerjean) : Madame Hazel Pennicot
- Rick Nelson : « Tommy enfant »
- Zsa Zsa Gabor : le flirt au bar

Et, parmi les acteurs non crédités :
- Celia Lovsky (VF : Héléna Manson) : la gouvernante
- Peter Brocco (VF : Gabriel Cattand) : le barman
- Hayden Rorke (VF : Jean-Henri Chambois) : Thomas Clayton Campbell Sr.
- Paula Raymond : Mrs. Campbell
- Robert Horton (VF : René Arrieu) : le jeune homme à bord du navire

### 3esketch:Equilibrium
- Pier Angeli : Nina Burkhardt
- Kirk Douglas (VF : Jacques Dacqmine) : Pierre Narval
- Richard Anderson (VF : Philippe Mareuil) : Marcel

Et, parmi les acteurs non crédités :
- Steven Geray (VF : René Blancard) : Antoine (Henri en VF) Legay
- Ken Anderson (VF : William Sabatier) : Jacques, le trapéziste porteur
- Chris Appel (VF : Jackie Gencel) : le jeune garçon
- Paul Maxey (VF : Paul Bonifas) : Bill Cyrus
- Alix Talton : Rose

## Récompenses et distinctions

### Nominations
- Oscar du cinéma 1953 : Cedric Gibbons, E. Preston Ames, Edward C. Carfagno, Gabriel Scognamillo, Edwin B. Willis, F. Keogh Gleason, Arthur Krams et Jack D. Moore nommés pour l'Oscar de la meilleure direction artistique